# Bao giờ lấy chồng?
"Bao giờ lấy chồng?" là một bài hát do nữ ca sĩ Bích Phương thể hiện với sự sáng tác của nhạc sĩ Huỳnh Hiền Năng. Nội dung bài hát xoay quanh câu chuyện của một cô gái độc thân vào dịp Tết, về quê hay bị hỏi "bao giờ lấy chồng?". Ý tưởng tác phẩm xuất phát từ Bích Phương và cộng sự Tiên Cookie. Bài hát được xem như một "lời thanh minh" cho các cô gái chưa muốn lấy chồng.
Vào ngày 16 tháng 1 năm 2017, "Bao giờ lấy chồng?" chính thức được phát hành dưới dạng đĩa đơn. Kể từ khi ra mắt, ca khúc nhận được phản hồi tích cực từ giới chuyên môn. Ca từ gần gũi và cách khai thác chủ đề mới mẻ được khen ngợi. Video âm nhạc của bài hát cũng làm nên thành công vang dội. Tác phẩm được đạo diễn bởi Nhu Đặng, lấy cảm hứng từ đời thực của Bích Phương. Cộng đồng mạng chia sẻ ảnh chế và các phiên bản nhái lại của video trên mạng xã hội.
"Bao giờ lấy chồng?" đã được trao một giải Keeng Young Awards cho hạng mục MV của năm. Vào đầu năm 2021, ba ca khúc mặt B nằm trong đĩa đơn lọt vào bảng xếp hạng Billboard Vietnam Top Vietnamese Songs.

## Sáng tác
— Bích Phương trao đổi với báo Thể thao & Văn hóa
Bích Phương lên kế hoạch thực hiện một sản phẩm nhạc xuân vì nhận thấy giới trẻ thiếu đi một khúc ca xuân nào đó có khả năng lan tỏa rộng rãi. Cô nhắc tới việc "trước đây khi hay mở lời hỏi các nhạc sĩ thì tôi vẫn hay hỏi 'anh có bài gì hay không bán cho Phương hát với'." Nhưng đến với bài hát này thì cô và ê-kíp đã nghĩ ra sẵn chủ đề cho nó. Khi nghĩ ra chủ đề thì tìm nhạc sĩ phù hợp nhất cho dự án.
Nhạc sĩ Huỳnh Hiền Năng đã được lựa chọn vì lối sáng tác vui tươi, dễ thương và có cách triển khai giai điệu dễ nghe. Anh cho biết mình đồng cảm với chủ đề bài hát vì Tết năm nào về quê cũng nghe mấy câu hỏi "phát mệt" như vậy. Bích Phương trước đây từng từ chối một sáng tác khác của nhạc sĩ này vì cho rằng không hợp. Tiên Cookie chia sẻ: "Ban đầu khi nhận được demo ca khúc tôi và Phương đã tranh luận rất nhiều, thậm chí căng thẳng nữa. Với tôi, mặc dù ca khúc rất dễ thương nhưng tôi lại sợ rằng nó quá 'hồn nhiên' so với hình ảnh trước giờ Bích Phương xây dựng. Nhưng Phương đã thuyết phục tôi sử dụng ca khúc đó."
"Bao giờ lấy chồng" mang chủ đề "thời sự" và chất nhạc retro tươi tắn. Bài hát được xem là "lời thanh minh" cho các cô gái chưa muốn lấy chồng. Nhạc sĩ tiết lộ bản demo tốn khoảng 2 tiếng để hoàn thành. Ca từ bài hát sử dụng văn nói trực diện. Bích Phương mô tả ca khúc là "không quá cầu kỳ, sâu sắc nhưng rất 'đời,' rất duyên dáng và dễ thương."

## Đánh giá
Thanh Niên nhận thấy ca khúc đi theo hướng hoàn toàn khác biệt so với các nhạc phẩm xuân từ trước đến nay. Zing.vn viết: "Cũng khai thác chủ đề Tết đến, xuân sang, nhưng Bích Phương lại hướng đến khía cạnh hoàn toàn mới lạ. Chính sự tinh ý, đánh trúng tâm lý người nghe đã giúp Bao giờ lấy chồng 'thắng đậm.'" Elle Vietnam thì chỉ ra phần lời và nhạc "không hẳn là xuất sắc," và cho rằng việc bài hát đánh trúng tâm lý số đông là vì ra mắt đúng thời điểm. Thể thao & Văn hóa nhận xét: "Sáng tác của nhạc sĩ trẻ Huỳnh Hiền Năng đã làm thay đổi đáng kể về màu sắc âm nhạc của Bùi Bích Phương từ trước đến nay khi cô rũ bỏ hình ảnh tiểu thư thường thấy mà trở thành một cô gái giản dị với những đắn đo bình dị và đời thường hơn."
Các câu hát trong bài như "Đừng ai hỏi em chưa lấy chồng", "Mùa xuân này em chưa lấy chồng" hay "Em nào đâu muốn lấy chồng, em chỉ muốn ở mãi bên mẹ cha" lập tức được cộng đồng mạng chia sẻ sau khi ca khúc được phát hành. "Bao giờ lấy chồng?" nhận được hai đề cử giải thưởng Keeng Young Awards cho hạng mục Ca khúc của năm và Ca khúc nhạc Pop. Theo Billboard Việt Nam, hai ca khúc "Bao giờ lấy chồng?" và "Chuyện cũ bỏ qua" (2018) đã giúp Bích Phương trở thành cái tên đi đầu trong các sản phẩm âm nhạc Tết. Vào tháng 2 năm 2021, ba ca khúc mặt B nằm trong đĩa đơn—"Mùa xuân ơi", "Ngày xuân long phụng sum vầy" và "Đoản xuân ca"—lọt vào bảng xếp hạng Billboard Vietnam Top Vietnamese Songs ở các vị trí lần lượt là 69, 73 và 75.

## Video âm nhạc

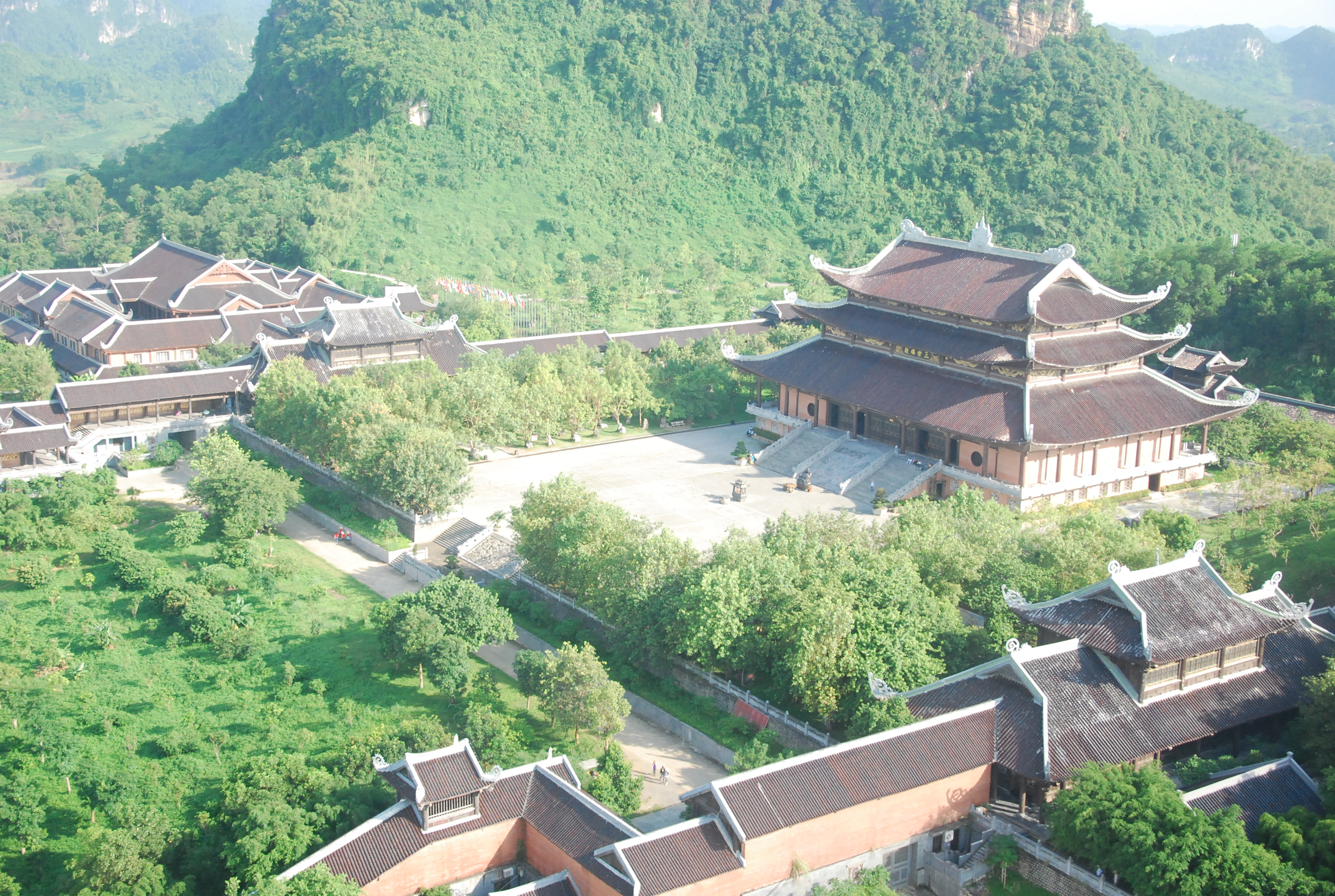
Một vài phân cảnh trong video được quay tại Chùa Bái Đính, Ninh Bình.

Video âm nhạc của "Bao giờ lấy chồng?" được đạo diễn bởi Nhu Đặng. Anh từng thực hiện video "Có khi nào rời xa" (2012) của nữ ca sĩ. Trong video, Bích Phương đóng vai một cô gái về quê ăn Tết nhưng bị ép làm việc nhà và bị người thân hỏi han "bao giờ lấy chồng?". Theo nữ ca sĩ, cảnh cô uống rượu cùng hội bạn và cảnh cô một mình đi họp lớp trong khi tất cả bạn bè đều có con cái được lấy cảm hứng từ những dịp Tết cô về thăm quê ở Quảng Ninh. Bích Phương đồng thời cũng cho rằng tính cách vui vẻ của nhân vật trong video mang nhiều nét tương đồng với cô ở đời thực.
Chùa Bái Đính ở Ninh Bình được lựa chọn để ghi hình cảnh họp lớp trong video. Địa điểm này trước đây đã được sử dụng làm bối cảnh cho nhiều bộ phim điện ảnh như Thiên mệnh anh hùng (2012) và Tấm Cám: Chuyện chưa kể (2016). Khu hành lang dài, ngôi chùa chính điện, bãi cỏ bên cạnh tòa tháp đều được chọn để quay. Ngoài chùa Bái Đính, cảnh nữ ca sĩ và bạn bè vui chơi ở cuối video được quay tại khu phố cổ thuộc Công viên Thiên đường Bảo Sơn tại Hà Nội.
Những nhân vật hội bạn xuất hiện trong phân cảnh này đều là bạn bè ngoài đời thật của Bích Phương, tất cả đều chưa lấy chồng mặc dù năm sinh dao động từ 1984 đến 1990. Nữ ca sĩ cũng tiết lộ mình được một người bạn thân làm trong ngành thời trang tư vấn về phần trang phục trong video. Người này đã hướng cô theo phong cách retro, hoài cổ. Dù kinh phí thực hiện không cao, Bích Phương cho biết mình vẫn hài lòng với thành quả video cuối cùng.

### Tiếp nhận
Video âm nhạc của "Bao giờ lấy chồng?" được xem là "gây nên cơn bão trên mạng xã hội" khi thu hút 5 triệu lượt xem sau 4 ngày ra mắt, đứng đầu danh sách thịnh hành của YouTube Việt Nam. Hình ảnh Bích Phương nằm dài trên bãi cỏ bĩu môi trong video được cộng đồng mạng chế ảnh và chia sẻ trên mạng xã hội. Nhiều ý kiến nhận định video thu hút người xem bởi sự châm biếm văn minh đến từ ý tưởng của đạo diễn, bối cảnh gần gũi và độ dàn dựng công phu. Nét diễn xuất dễ thương và tự nhiên, khác biệt với hình ảnh trước đây của Bích Phương cũng gây chú ý.
"Bao giờ lấy chồng?" đã được vinh danh tại lễ trao giải Keeng Young Awards với hạng mục MV của năm cùng tiền thưởng 500 triệu đồng. Video còn được một đề cử WeChoice Awards cho hạng mục Music Video được yêu thích nhất. Tính đến đầu năm 2020, "Bao giờ lấy chồng?" là ca khúc Tết hiện đại có lượt xem cao nhất trên nền tảng xem video trực tuyến.

## Biểu diễn trực tiếp và các sử dụng khác
Bích Phương đã trình diễn "Bao giờ lấy chồng?" trong chương trình Hội ngộ danh hài, Giọng ải giọng ai và tại lễ trao giải Ấn tượng VTV vào năm 2017. Cùng năm này, Bích Phương trình bày phiên bản chế lại lời của ca khúc trong một đoạn quảng cáo mì Omachi. Theo báo Nhân Dân, phần lời của bài hát sau khi được viết lại trở nên "buồn cười, thậm chí ngô nghê" như: "...giờ đây có thịt nha... mì khoai tây giờ có cả thịt..." Nữ ca sĩ lần lượt góp mặt trong hai phiên bản chế lời khác quảng cáo cho nhãn hiệu Tiki và Samsung vào năm 2018 và 2019. Đại diện thương hiệu Tiki cho biết mẩu quảng cáo Tết với Bích Phương giúp đơn hàng tăng gấp 2–3 lần so với dự kiến.
"Bao giờ lấy chồng?" có vô số bản nhại khác trên YouTube, nổi bật là phiên bản của BB Trần. Vào năm 2017, nhóm Mây Trắng đã cover bài hát trong mùa 3 của chương trình Hòa âm Ánh sáng. Màn trình diễn tái hợp này đánh dấu 10 năm kể từ khi đội hình Yến Trang, Yến Nhi, Thu Ngọc và Ngọc Châu tan rã. Jun Phạm sau đó đã hóa thân thành Bích Phương và trình diễn ca khúc trong mùa 5 của chương trình Gương mặt thân quen. Thí sinh Gương mặt thân quen Nhí mùa 4 Bích Ngọc thể hiện phiên bản mới của ca khúc mang tựa "Bao giờ em lớn". Để phù hợp với chương trình, bài hát đã được đổi lời với những ca từ như "Năm mới lại đến, em vẫn cực thích lì xì, mà đâu làm sao vì em còn bé tí ti...".
Vào năm 2018, ca khúc được diễn bởi các thí sinh của chương trình The Debut – Dự án số 1. Vào năm 2019, nam ca sĩ Bùi Công Nam cho ra mắt tác phẩm nhạc phim Vu Quy đại náo mang tên "Thông báo hết ế", lấy cảm hứng từ bài hát của Bích Phương. Ban đầu, sáng tác này có tựa gốc là "Bây giờ lấy chồng".

## Danh sách bài hát
- Tải kỹ thuật số / phát trực tuyến[37]

1. "Bao giờ lấy chồng?" – 3:45
2. "Ngày xuân long phụng sum vầy" – 3:50
3. "Đoản xuân ca" – 3:25
4. "Xuân xuân ơi xuân đã về"[A] – 3:39

## Đội ngũ thực hiện
Đội ngũ thực hiện được dựa theo ghi chú trên YouTube.
- Huỳnh Hiền Năng – sáng tác
- Đoàn Minh Vũ – phối khí
- X Records – hòa âm, mastering